# Ode to Billie Joe
Az Ode to Billie Joe Bobbie Gentry 1976-os – maradandó sikert aratott – dala.
Bobbie Gentry (születési nevén: Roberta Lee Streeter) a nők között az egyik első zenész volt, aki saját dalokat komponált.

## Híres felvételek
Bobbie Gentry, Nancy Wilson, Nicola Conte, Jimmy Smith, Sweet Harriet, Cal Tjader, Kathy Mattea, Catherine Altomare, ...

## Filmek
- Ode to Billy Joe (film)(wd)

Az Ode to Billy Joe egy 1976-os amerikai film, (R.: Max Baer Jr., Fsz.: Robby Benson és Glynnis O'Connor). A filmet Bobbie Gentry 1967-es slágere ihlette.

## Díjak
- Billboard Hot 100
- Grammy Hall of Fame